# Faramea torquata
Faramea torquata är en måreväxtart som beskrevs av Johannes Müller Argoviensis. Faramea torquata ingår i släktet Faramea och familjen måreväxter. Inga underarter finns listade i Catalogue of Life.